# Albeřice
Albeřice – osada przygraniczna w Czechach, w kraju hradeckim.
Typowa czeska przygraniczna osada górska, położona w Karkonoszach, u zachodniego podnóża Grzbietu Lasockiego, na południe od Przełęczy Okraj. Osada charakteryzuje się luźną zabudową budynków, położonych po obu stronach drogi, w głęboko wciętej południkowo dolinie, której środkiem płynie Albeřický potok. Administracyjnie osada wchodzi w skład miejscowości Horní Maršov i dzieli się na dwie części Horní Albeřice i Dolní Albeřice.
We wsi znajduje się dawny zabytkowy wapiennik. Zachowały się domy i liczne murowane budynki gospodarcze. Na zachodnim zboczu Lasockiego Grzbietu (czes. Pomezní hřeben), poniżej granicy państwowej znajduje się najrozleglejszy w Karkonoszach teren krasowy z jaskiniami. Jaskinia Alberzycka (czes. Albeřická jeskyně) osiąga ponad 100 m długości, Jaskinia Krakonosza (czes.  Krkonošova jeskyně) zaś 50 m. Najmniejszą jest Jaskinia Celna (czes. Celní jeskyně). W przeszłości w okolicy osady poszukiwano kruszców oraz wydobywano wapień. Po działalności górniczej pozostało kilka nieczynnych kamieniołomów, w których zadomowiły się ciekawe i cenne przyrodniczo gatunki roślin. Na terenie kamieniołomów utworzono rezerwat przyrody Alberzycke Kamieniołomy (czes. Albeřické lomy). Nieczynne wyrobiska kamieniołomów są chronionym pomnikiem przyrody (cs: "přírodní památka").
Osada dobrze zagospodarowana turystycznie. Znajduje się tu kilka wyciągów i narciarskich tras zjazdowych oraz pensjonatów.

## Turystyka
Przez wieś prowadzą szlaki turystyczne:
piesze
- czerwony – prowadzący z Sowiej Przełęczy, przez  Przełęcz Okraj do jaskiń w Horní Albeřice i dalej[1].

rowerowe
- fragment trasy z Przełęczy Okraj do Žacléřa.